# 伊達宗房
伊達 宗房（だて むねふさ）は、江戸時代前期の陸奥国仙台藩一門第七席・宮床伊達家初代当主。仙台藩5代藩主伊達吉村の実父である。

## 生涯
正保3年（1646年）8月5日、仙台藩2代藩主・伊達忠宗の八男として誕生。母は山戸勝重の娘・小笹。幼名は卯之助。
慶安2年（1649年）、前年に死去した一族・田手高実の婿養子に迎えられて田手家を継ぎ、江刺郡上口内領主となる。万治2年（1659年）8月28日、高実の実子・貞実の元服に合わせて田手家の名跡を貞実に譲る。別家を興すことになった宗房には伊達姓が与えられ、一門の家格に列して磐井郡大原に知行替えとなった。翌万治3年（1660年）に黒川郡宮床に所領を拝領すると、寛文6年（1666年）には同地に居館を構え、宗房の子孫は柴田郡川崎城に居館を移した一時期を除き、幕末に至るまで宮床を本拠とした。このため宗房の家系を宮床伊達家と称する。
寛文7年（1667年）6月2日、正室・法林院が死去する。宗房と法林院の間には子供がおらず、義弟・貞実も寛文5年（1665年）6月16日に跡継ぎを残さず死去しており、このため田手家宗家の血統は断絶した。延宝4年（1676年）6月25日、片倉景長の娘・松子を後妻に貰い受ける。松子との間には男子2人が生まれた。
貞享3年（1686年）1月13日死去。享年41。長男・助三郎（村房）が家督を相続した。この助三郎がのちの仙台藩5代藩主・伊達吉村である。

## 系譜
- 正室：法林院（?-1667） - 田手高実娘
- 継室：片倉松子（貞樹院） - 片倉景長長女
  - 長男：伊達吉村（1680-1752） - 宮床伊達家2代当主、のち仙台藩5代藩主
  - 次男：伊達村興（1683-1766） - 始め小梁川宗英養子、のち実家に戻り宮床伊達家3代当主